# Ormvisa
Ormvisa, är en dikt av Erik Axel Karlfeldt ur samlingen Fridolins visor och andra dikter (1898). Dikten liknar "flickan" vid en orm men är själv ett koncentrat av ynglingaetter.
Ormvisa är tonsatt av bland andra Pellas Mats Andersson i Leksandslåt och vänner, Dag Wirén och Ruben Liljefors.